# 교차랑

교차랑

교차랑(交叉廊, Crossing)은 교회(성당) 건축에서 신랑과 익랑이 교차하는 부분이다. 주로 동방정교회에서는 교차랑의 천장을 거대한 돔으로 만들고, 로마네스크나 고딕양식에서는 교차랑 지붕 위에 탑을 짓는 경우도 있다. 성 베드로 대성당의 교차랑에는 베르니니의 발다키노와 제대가 놓여져있다.

## 같이 보기
- 신랑
- 측랑
- 익랑
- 주보랑
- 제실
- 내진
- 후진
- 배랑